# Caso Agrícola Lolco con Fisco de Chile
Agrícola Lolco con Fisco de Chile (Rol 381/2004), es un fallo histórico de la Corte Suprema de Chile que estableció que la indemnización por daños causados por actos de los órganos del Estado surge únicamente cuando la estos exceden la Constitución o la ley. 
La sentencia fue dictada el 30 de diciembre de 2004, y con ella, la Corte Suprema puso fin a la jurisprudencia emanada del Caso Galletué (1984), que establecía que el Estado debía indemnizar todo daño producido por actos estatales, fueran estos lícitos o ilícitos.

## Historia procesal
La Agrícola Lolco demandó al Estado de Chile por la dictación del Decreto Supremo N.º 43 del Ministerio de Agricultura (Diario Oficial del 3 de abril de 1990) que declaró a la especie vegetal forestal Araucaria araucana, también llamada pehuén o pino chileno, como monumento natural conforme a la Convención para la protección de la flora, de la fauna y de las bellezas escénicas naturales de los países de América (1940) —suscrita y ratificada por Chile en 1967— y conforme a diversas normas que disponen la preservación de ciertas especies vegetales nativas. 
La Agrícola explotaba dicha especie arbórea en un área de 3.300 hectáreas dentro del Fundo Lolco, en Curacautín, de 16.000 hectáreas en total. En concepto de la demandante, el decreto de 1990 significó la prohibición absoluta para la explotación y comercialización de la araucaria araucana, privando al propietario de su derecho absoluto a gozar y disponer de esas especies. 
La demanda fue acogida en primera y segunda instancia, por la Corte de Apelaciones de Santiago. Sin embargo, con fecha 30 de diciembre de 2004, la Tercera Sala de la Corte Suprema, fallando en forma unánime el recurso de casación en el fondo, hace pronunciamientos en afán de sentar doctrina en la materia.